# Halluin
Halluin település Franciaországban, Nord megyében. Lakosainak száma 20 684 fő (2022. január 1.). Halluin Menen, Bousbecque, Neuville-en-Ferrain, Roncq és Wervik községekkel határos.

## Népesség
A település népességének változása:
| Lakosok száma | 20 915 | 20 662 | 20 857 | 20 800 | 20 808 | 20 743 | 20 812 | 20 829 | 20 684 |
|               | 2013   | 2015   | 2016   | 2017   | 2018   | 2019   | 2020   | 2021   | 2022   |